# Stenvärdshuset

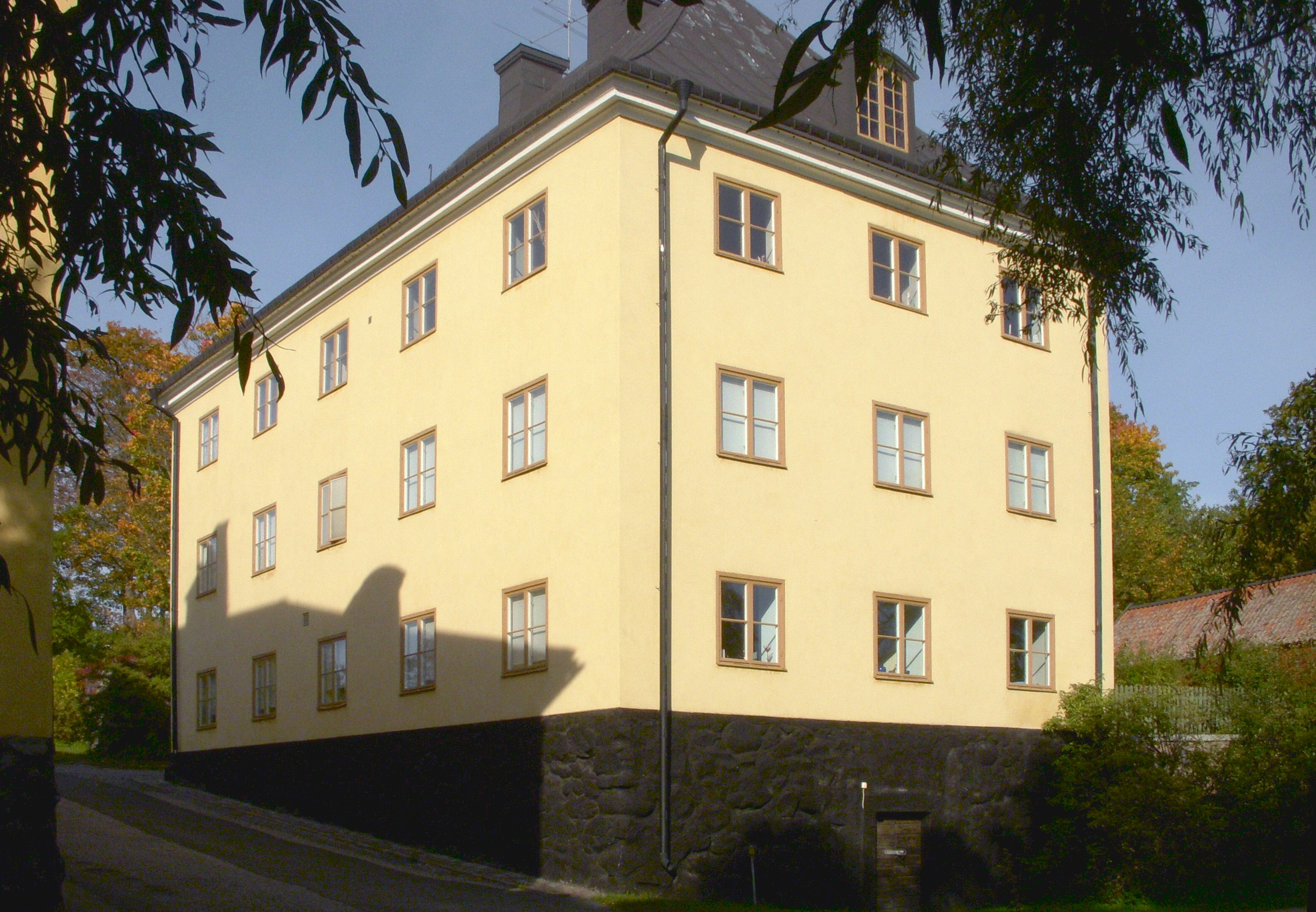
Stenvärdshuset i oktober 2011.

Stenvärdshuset är en byggnad vid Dragonvägen 2 på Drottningholmsmalmen norr om Hertigarnas stall i Ekerö kommun. Stenvärdshuset uppfördes på 1700-talets mitt och räknas till en av Drottningholmsmalmens äldsta bevarade byggnader. Huset har av kommunen bedömts som ”särskild värdefullt” och är ett sedan 1935 ett lagskyddat byggnadsminne. Intill Stenvärdshuset stod Trävärdshuset som brann ner 1912.

## Historik

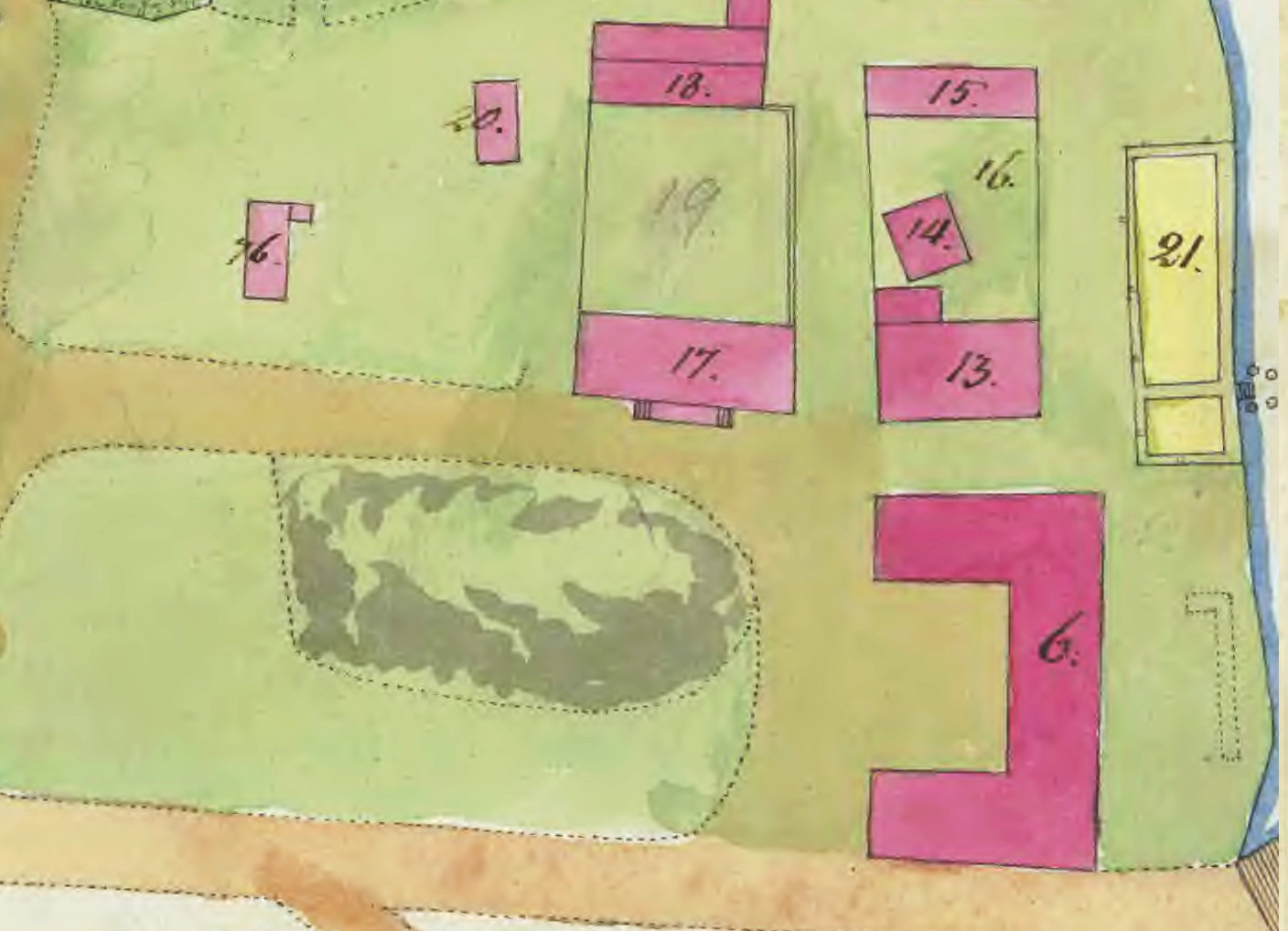
Anton Ulrik Berndes karta från 1815.

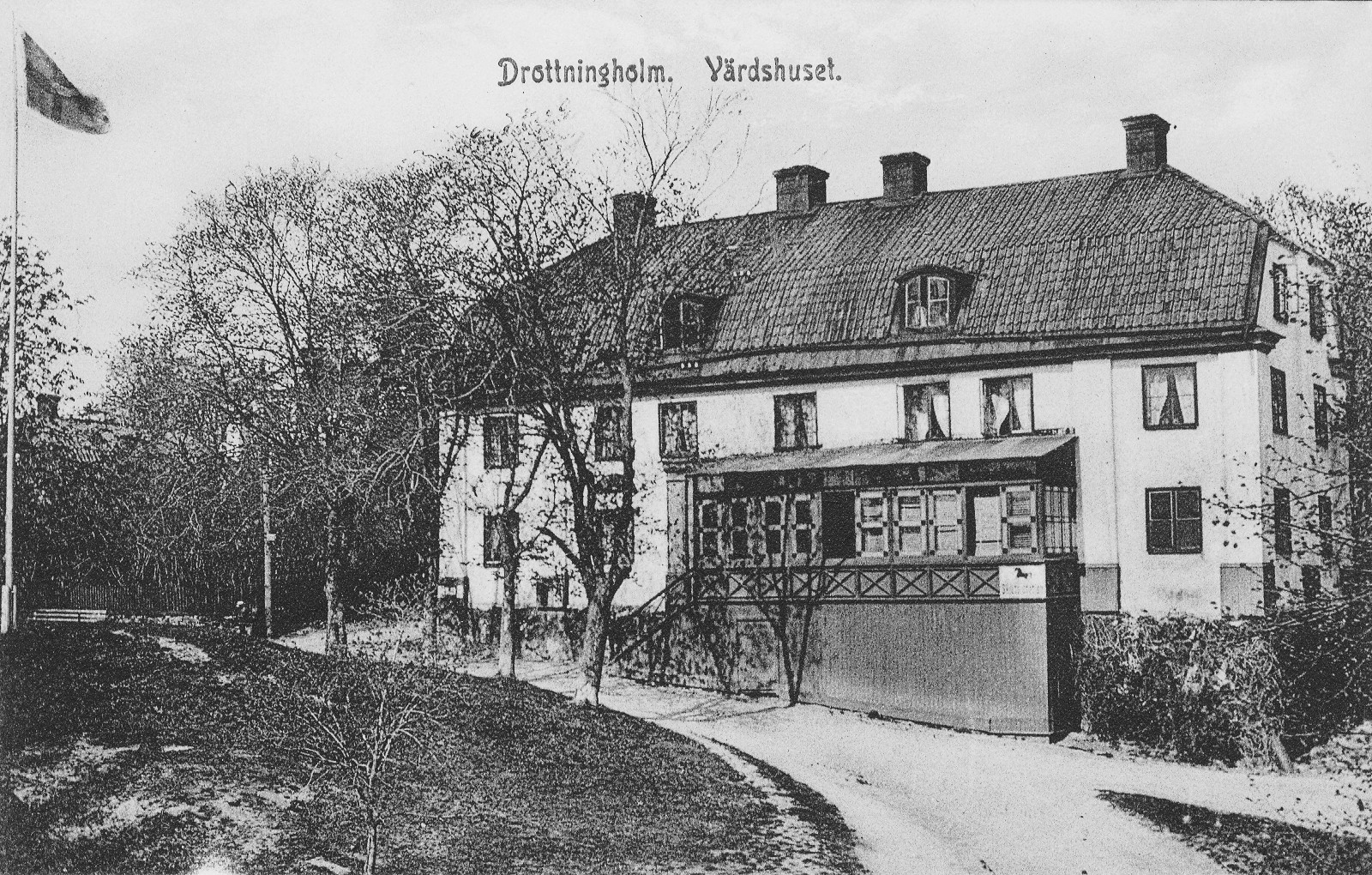
Trävärdshuset på ett äldre vykort.

Exakt när och för vem Stenvärdshuset byggdes är inte känt, men källarvåningen antas vara från 1500-talet och drottningen Katarina Jagellonicas tid. Hon var katolik och Drottningholm kom att spela en särskild roll för de sista katolikerna, som förföljdes i andra delar av Sverige. I Stenvärdshuset antas jesuiterna haft sitt kollegium, ett katolskt gymnasium, där de fick fri religionsutövning fram till 1595. Namnet tyder på att det kan ha funnits ett värdshus i byggnaden, i så fall från och med 1750-talet. 

### Stenvärdshuset
Enligt Anton Ulrik Berndes karta från 1815 hörde till Stenvärdshuset (nr 13) en iskällare (nr 14), ett stall med fähus (nr 15),  några bodar (nr 18), en bagarstuga (nr 20), en trädgårdstäppa (nr 21) och det så kallade Trävärdshuset (nr 17). Söder om värdshusbebyggelsen syns Hertigarnas stall (nr 6).
Under 1800- och 1900-talen inhyste byggnaden ett ålderdomshem för slottets lantbruksarbetare och personalbostäder för slottsförvaltningens tjänstefolk. Mellan 1933 och 1960-talet låg Drottningholms polisstation i byggnadens bottenvåning med arrestlokal och bostad för poliskonstapeln med familj. Idag finns enbart privatbostäder i huset.

### Trävärdshuset
Trävärdshuset även kallad Gamla Värdshuset stod strax väster om Stenvärdshuset och brann ner till grunden den 14 januari 1913. I tidningen Hvar 8 Dag kunde man läsa: "Tack vare flodsprutan Sankt Erik, som eftertelefonerades från Stockholm, lyckades man begränsa elden till själfva värdshuset [...] med Drottningholms värdshus' brand har en mycket populär tillflyktsort i hufvudstadens grannskap försvunnit". Idag återstår bara en grundmur av gråsten mot Dragonvägen.